# Большой блестящий вальс, соч. 18
Большой блестящий вальс ми-бемоль мажор, соч. 18 ― пьеса Фридерика Шопена для сольного фортепиано, написанная в 1832 году и впервые опубликованная в июне 1834 года. Шопен посвятил вальс своей ученице Лауре Хорсфорд. Эта композиция была первым опубликованным фортепианным вальсом Шопена, хотя до 1834 года он написал не менее шестнадцати вальсов, но они были либо уничтожены, либо опубликованы посмертно.
Название «Большой блестящий вальс» также имеет каждый из трёх вальсов из соч. 34.
Вальс состоит из семи главных тем. Шесть из них имеют танцевальный характер, и только одна тема ― соль-бемоль мажорная ― является лирической. В 1909 году композитор Игорь Стравинский создал оркестровую аранжировку «Большого блестящего вальса» для балета «Шопениана».